# 白蘭氏健康博物館
白蘭氏健康博物館是一家位於台灣彰化縣鹿港鎮的彰化濱海產業園區內的博物館。

## 歷史
博物館由雞精製造工廠於2003年11月在彰化濱海產業園區設立，並於2008年4月和5月進行了大規模整修。

## 建築
博物館包括四个展区：品牌故事馆、多媒体互动体验区、健康市场和空中走廊。

## 外部連結
- 白蘭氏健康博物館的Facebook專頁